# Carl Simon Musikverlag
Der Carl Simon Musikverlag war ein Verlag in Berlin im 19. und frühen 20. Jahrhundert.

## Geschichte
Am 17. September 1867 wurde Carl Simon Leiter der zweiten Filiale der Schlesinger’schen Buch- und Musikhandlung von Robert Lienau in Berlin und am 10. Mai 1869 stiller Teilhaber des Geschäfts in der Friedrichstraße 58 in Berlin. Am 17. Juli 1871 übernahm er die Buchhandlung, die er bald unter dem Namen Carl Simon Musikverlag weiterführte. Der Verlag befand sich in der Markgrafenstraße 21, später 101.
Der Sohn Willy Simon interessierte sich besonders für den Vertrieb von Kunstharmoniums.
Er eröffnete um 1905 ein Harmoniumhaus im Geschäft des Vaters.
1909 erwarb er das Gebäude in der Steglitzer Straße 35 (jetzt Pohlstraße 70) in Berlin-Tiergarten und eröffnete 1911 dort neben dem väterlichen Verlag ein neues Harmoniumhaus mit einem  Harmoniumsaal mit 190 Plätzen. Dort fanden regelmäßige Konzerte und andere Veranstaltungen statt, zu denen auch bekannte Persönlichkeiten wie Else Lasker-Schüler kamen. Das Harmoniumhaus wurde das bedeutendste im Deutschen Reich. 1918 übernahm Willy Simon auch den Musikverlag nach dem Tod des Vaters.
1928 verkaufte er den Carl Simon Musikverlag an Hellmuth von Hase und Ludwig und Wilhelm  Volkmann. Diese waren Gesellschafter von Breitkopf und Härtel in Leipzig und gliederten die Neuerwerbung 1929 dort ein. Seitdem diente das Gebäude als dessen Berliner Zweigniederlassung, in der vor allem die neuen Verlagsprodukte vorgestellt  wurden; es fanden dazu auch bis zu 200 Konzerte pro Jahr statt.
Der Verlag Carl Simon bestand formal mindestens bis 1942, wahrscheinlich bis 1944/45, gab aber keine neuen Publikationen mehr heraus.
Im Carl Simon Musikverlag erschienen zwischen 1877 und 1927 vor allem Klavier- und Harmoniumnoten von unbekannteren zeitgenössischen Komponisten wie Sigfrid Karg-Elert, Niels W. Gade, August Reinhard, Moritz Moszkowski, Carl Schmeidler, Carl Meyer und weiteren.